# Бремзберг
Бремзберг (също и бремсберг; на немски: Bremsberg) е подемно-транспортно устройство, което служи за спускане на товари по наклонен релсов път. Състои се от стоманено въже (едно или две), към двата края на което се закрепват вагонетките. Въжето се прехвърля през шайба, снабдена със спирачно устройство. Под действието на силата на тежестта натоварената вагонетка се спуска, а в същото време празната вагонетка се издига.

## Начин на използване
Спирачното устройство и обръщателната шайба се намират в горния край на наклонения релсов път. Транспортните колички се движат, в обикновения случай, по отделни релсови пътища, но при дълги разстояния може да се използва само един транспортен път. Този вид съоръжения могат да се използват и за изкачване на товари. В този случай транспортните колички имат например двойни стени. Количката, която е в горния край на бремзберга се напълва с вода, а долната се напълва с полезен товар. Във всички случаи слизащата транспортна количка трябва да бъде по-тежка от издигащата се.
За да се осигури безопасен превоз, в случай, че се скъса въжето, са предвидени стоманени челюсти, които се зацепват в релсата.

## Използване
Бремзберг намира приложение, особено в миналото, в горските стопанства за сваляне на дървен материал, в строителството и в минното дело.
Този вид транспорт може да се използва при спускане на товари и в случаи на наличност на неограничен източник на вода и за издигане на товари.